# 5 000 mètres aux Jeux olympiques
Pour un article plus général, voir Athlétisme aux Jeux olympiques.
Le 5 000 mètres masculin figure au programme des Jeux olympiques depuis la cinquième édition, en 1912 à Stockholm. L'épreuve féminine est introduite en 1996 à Atlanta, prenant la suite du 3 000 m, disputé de 1984 à 1992.
Le Finlandais Lasse Virén, l'Éthiopienne Meseret Defar et le Britannique Mohamed Farah sont, avec deux médailles d'or remportées, les athlètes les plus titrés dans cette épreuve.
Les records olympiques de la discipline sont actuellement détenus par l’Éthiopien Kenenisa Bekele, auteur de 12 min 57 s 82 en finale des Jeux olympiques de 2008, à Pékin, et par la Kényane Vivian Cheruiyot, créditée de 14 min 26 s 17 lors des Jeux Olympiques de 2016, à Rio de Janeiro.

## Éditions
| Années | 96 | 00 | 04 | 08 | 12 | 20 | 24 | 28 | 32 | 36 | 48 | 52 | 56 | 60 | 64 | 68 | 72 | 76 | 80 | 84 | 88 | 92 | 96 | 00 | 04 | 08 | 12 | 16 | 20 | 24 | Total |
| ------ | -- | -- | -- | -- | -- | -- | -- | -- | -- | -- | -- | -- | -- | -- | -- | -- | -- | -- | -- | -- | -- | -- | -- | -- | -- | -- | -- | -- | -- | -- | ----- |
| Hommes |    |    |    |    | X  | X  | X  | X  | X  | X  | X  | X  | X  | X  | X  | X  | X  | X  | X  | X  | X  | X  | X  | X  | X  | X  | X  | X  | X  | X  | 26    |
| Femmes |    |    |    |    |    |    |    |    |    |    |    |    |    |    |    |    |    |    |    |    |    |    | X  | X  | X  | X  | X  | X  | X  | X  | 8     |

## Hommes

### Historique

#### 1912-1936

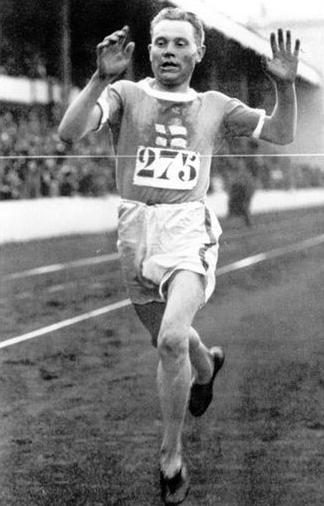
Paavo Nurmi, champion olympique du 5000 m en 1924 et vice-champion olympique en 1920 et 1928.

Le 5 000 mètres se dispute pour la première fois dans le cadre des Jeux olympiques en 1912 à Stockholm. Titré quelques jours plus tôt dans l'épreuve du 10 000 mètres, le Finlandais Hannes Kolehmainen remporte celle du 5 000 m en distançant d'un dixième de seconde seulement le Français Jean Bouin qui avait pourtant mené presque toute la course, et de près de trente secondes le Britannique George Hutson. Kolehmainen établit à cette occasion le premier record du monde officiel du 5 000 m en 14 min 36 s 6. Jean Bouin et George Hutson décèderont deux ans plus tard en 1914 lors de la Première Guerre mondiale.
La finale des Jeux olympiques de 1920 à Anvers, disputée sur un rythme lent et sur une piste en mauvais état, est remporté par le Français Joseph Guillemot. Distancé à un tour de l'arrivée par le Finlandais Paavo Nurmi, il parvient à refaire son retard sur son adversaire dans la ligne opposée puis le distance largement à son tour dans la dernière ligne droite. Guillemot s'impose en 14 min 55 s 6, devant Nurmi (15 min 0 s 00) et le Suédois Eric Backman (15 min 13 s 00). Lors de ces Jeux, Paavo Nurmi remportera le 10 000 m et les deux épreuves de cross-country.
Lors des Jeux olympiques de 1924, à Paris, Paavo Nurmi s'adjuge le titre du 5 000 m moins de deux heures après s'être imposé dans l'épreuve du 1 500 m. Détenteur du record du monde depuis 1922 qu'il a porté à 14 min 28 s 2 quelques jours avant le début de ces Jeux, il confirme son statut de favori en prenant la tête de la course à mi-parcours, en compagnie de son compatriote Ville Ritola, titré quant à lui sur le 3 000 m steeple et le 10 000 m. Au terme d'un sprint final entre les deux athlètes, Nurmi s'impose en 14 min 31 s 2 (record olympique) devant Ritola (14 min 31 s 4), le Suédois Edvin Wide complétant le podium en 15 min 1 s 8.
Ville Ritola prend sa revanche quatre ans plus tard aux Jeux olympiques de 1928, à Amsterdam, en s'imposant dans le temps de 14 min 38 s 0, devant Paavo Nurmi (14 min 40 s 0), titré par ailleurs sur 10 000 m. Seuls en tête de la course à 600 mètres de l'arrivée, Ritola parvient à creuser l'écart sur Nurmi dans la dernière ligne droite, Edvin Wide s'adjugeant la troisième place en 14 min 41 s 2. Le podium est constitué des trois mêmes athlètes que lors Jeux précédents.
En 1932, lors des Jeux olympiques de Los Angeles, le Finlandais Lauri Lehtinen fait figure de favori après avoir amélioré quelques jours plus tôt de près de onze secondes le record du monde du 5 000 m de Paavo Nurmi. Il s'impose néanmoins avec difficulté, inquiété jusqu'au bout par l'Américain Ralph Hill, et évitant de peu la disqualification en s'écartant à plusieurs reprises de la corde dans la dernière ligne droite, obligeant Hill à couper son effort, et ce sous l'hostilité du public américain. Lauri Lehtinen établit un nouveau record olympique en 14 min 30 s 00, même temps que Ralph Hill, l'autre finlandais Lauri Virtanen se classant troisième de la course en 14 min 44 s 0.
Aux Jeux olympiques de 1936, à Berlin, Lauri Lehtinen ne parvient pas à conserver son titre olympique, devancé de trois secondes par son compatriote Gunnar Höckert qui s'impose dans le temps de 14 min 22 s 2, nouveau record olympique, après avoir creusé l'écart sur ses adversaires dans le dernier tour. Le Suédois Henry Jonsson s'adjuge la médaille de bronze en 14 min 29 s 00. L'autre Finlandais Ilmari Salminen, qui faisait partie des prétendants à la victoire finale après avoir remporté l'épreuve du 10 000 m quelques jours plus tôt, est victime d'une chute à deux tours de l'arrivée et ne termine que sixième de la course.

#### 1948-1964

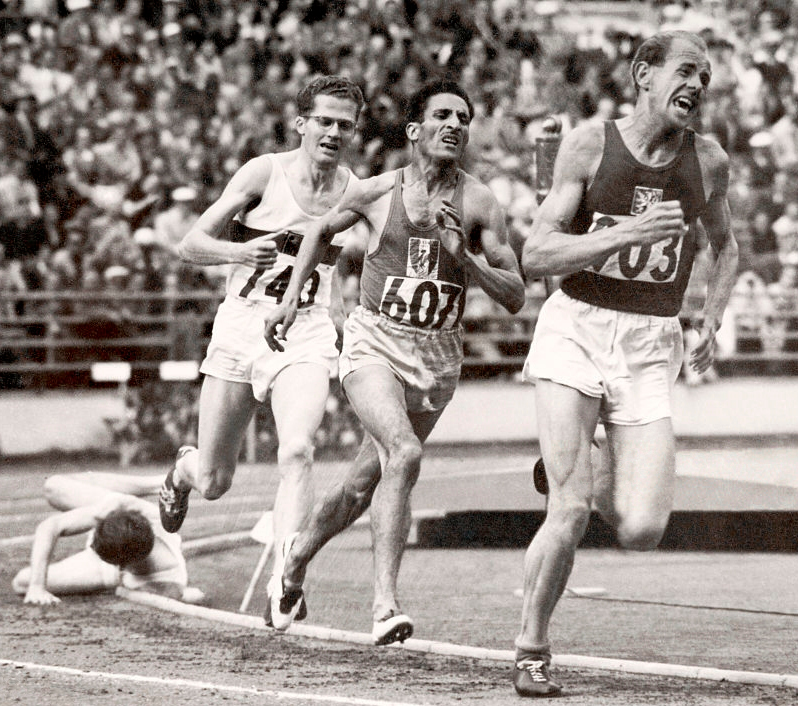
Arrivée de la finale du 5000 m des Jeux olympiques de 1952 à Helsinki : Emil Zátopek devant Alain Mimoun et Herbert Schade. Chute de Christopher Chataway.

La finale des Jeux olympiques de 1948 est remportée par le Belge Gaston Reiff qui établit un nouveau record olympique en 14 min 17 s 6 après avoir lancé une violente accélération aux 3 500 m et distancé tous ses adversaires. Titré sur 10 000 m quelques jours plus tôt, le Tchécoslovaque Emil Zátopek parvient à refaire son retard dans le dernier tour mais termine finalement deuxième de la course, à 1/10e de seconde de Reiff. Le Suédois Willem Slijkhuis se classe troisième en 14 min 26 s 8. Le Suédois Gunder Hägg, détenteur du record du monde depuis 1942 n'est pas autorisé à participer à ces Jeux pour cause de professionnalisme.
Emil Zátopek domine les épreuves de fond sur le plan international depuis 1948 : double champion d'Europe en 1950, il fait figure de favori des Jeux olympiques de 1952, à Helsinki. Titré quatre jours plus tôt sur 10 000 m, il remporte l'épreuve du 5 000 m après être revenu dans les 200 derniers mètres de la course sur le Britannique Christopher Chataway et le Français Alain Mimoun qui s'étaient portés en tête de la course. Zátopek s'impose dans le temps de 14 min 6 s 6, signant un nouveau record olympique. Alain Mimoun est médaillé d'argent en 14 min 7 s 4, l'Allemand Herbert Schade médaillé de bronze en 14 min 8 s 6 alors que Chataway ne se classe que cinquième de la course après avoir heurté la lice et chuté lourdement. Lors de ces Jeux d'Hesinki, Emil Zátopek réalisera un triplé inédit en remportant également l'épreuve du marathon.
Lors des Jeux olympiques de 1956, à Melbourne, les favoris de l'épreuve sont le Soviétique Vladimir Kuts et le Britannique Gordon Pirie, et ce en l'absence du Hongrois Sándor Iharos, qui a fui son pays après les évènements de Budapest. Les trois hommes avaient amélioré à plusieurs reprises le record du monde du 5 000 m lors des deux années précédentes, record porté à 13 min 36 s 8 par Pirie en juin 1956. Titré quelques jours plus tôt sur 10 000 m, Vladimir Kuts s'impose sans difficulté sur 5 000 m en se portant seul en tête à 1 000 m de l'arrivée, devançant largement ses adversaires et établissant un nouveau record olympique en 13 min 39 s 6. Gordon Pirie est médaillé d'argent en 13 min 50 s 6 et son compatriote Derek Ibbotson médaillé de bronze en 13 min 54 s 4.
Quatre ans plus tard, aux Jeux olympiques de 1960 à Rome, le Néo-zélandais Murray Halberg remporte le titre après avoir placé une accélération à 3 tours de l'arrivée qui le voit prendre 25 mètres à ses adversaires. Résistant jusqu'au bout après avoir évité une chute dans la dernière ligne droite, il s'impose dans le temps de 13 min 43 s 4, devant l'Allemand Hans Grodotzki (13 min 44 s 6) et le Polonais Kazimierz Zimny (13 min 44 s 8).
La finale des Jeux olympiques de 1964, à Tokyo, se dispute sous une forte pluie et sur une piste en mauvais état. À la cloche, alors que le peloton est toujours imposant, l'Américain William Dellinger lance une attaque, suivi du Français Michel Jazy qui prend par la suite la tête à l'entrée du dernier tour après avoir porté une violente accélération. Mais à 200 m de l'arrivée, le Français se crispe et est passé dans les 50 derniers mètres par Robert Schul qui devient le premier américain à obtenir le titre olympique sur la distance, en 13 min 48 s 8. L'Allemand Harald Norpoth se classe deuxième en 13 min 49 s 6, William Dellinger troisième en 13 min 49 s 8, Michel Jazy échouant au pied du podium en 13 min 49 s 8.

#### 1968-1984

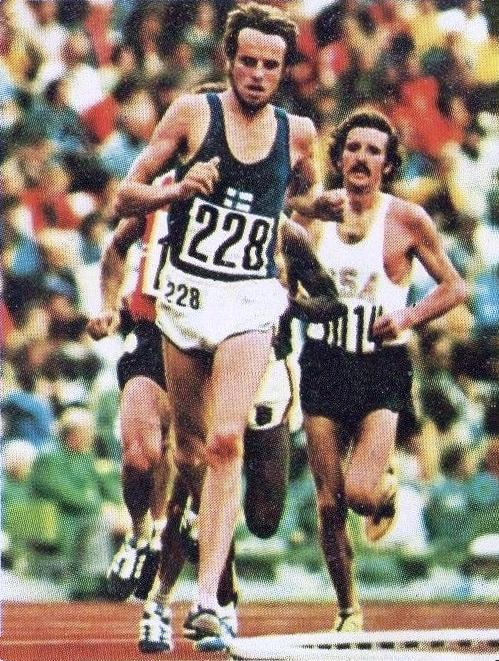
Lasse Virén, champion olympique en 1972 et 1976.

Lors des Jeux olympiques de 1968 se déroulant à Mexico, en altitude, la victoire revient au Tunisien Mohammed Gammoudi qui s'impose au terme d'un sprint final en 14 min 5 s 00 devant le Kényan Kipchoge Keino, champion du Commonwealth en 1966, qui avait lancé une attaque à un kilomètre de l'arrivée. L'autre kényan Naftali Temu est médaillé de bronze en 14 min 6 s 4 alors que le Néo-zélandais Ron Clarke, détenteur des records du monde du 5 000 m et du 10 000 m, termine en cinquième position. Battu sur 5 000 m, Kip Keino s'imposera quelques jours plus tard sur 1 500 m.
Titré une semaine auparavant sur 10 000 m, le Finlandais Lasse Virén devient champion olympique du 5 000 m en 1972 à Munich. Après une échappée lancée par l'Américain Steve Prefontaine à deux kilomètres de l'arrivée, le champion olympique en titre Mohammed Gammoudi et Lasse Virén placent leur démarrage à 200 m du but et rejoignent l'Américain dans les derniers mètres. Virén s'impose finalement en 13 min 26 s 4, nouveau record olympique, devant Gammoudi (13 min 27 s 4) et le Britannique Ian Stewart (13 min 27 s 6), Prefontaine échouant au pied du podium (13 min 28 s 4). Le Belge Emiel Puttemans, qui avait également battu le record olympique lors des séries et qui améliorera le record du monde quelques jours après les Jeux, se classe cinquième de la course.
Lasse Virén devient le premier athlète à conserver son titre olympique sur 5 000 m à l'occasion des Jeux olympiques de 1976, à Montréal, quatre jours après avoir également remporté son deuxième titre olympique consécutif sur 10 000 m. Le Finlandais porte une accélération à 400 m de l'arrivée et parvient à maintenir son avance jusqu'à la ligne d'arrivée en s'imposant dans le temps de 13 min 24 s 76, et ce malgré le retour dans les dernier mètres du Néo-zélandais Dick Quax, deuxième en 13 min 25 s 16. L'Allemand Klaus-Peter Hildenbrand, qui avait été disqualifié après la course puis réintégré après appel, se classe troisième, juste devant le Néo-zélandais Rod Dixon et le Britannique Brendan Foster qui s'était distingué trois jours plus tôt lors des séries en portant le record olympique à 13 min 20 s 34.
Quatre ans plus tard à Moscou, en finale des Jeux olympiques de 1980, l'Éthiopien Miruts Yifter décroche le titre olympique du 5 000 m après avoir remporté quelques jours plus tôt celui du 10 000 m. Auteur d'un démarrage à 300 mètres de l'arrivée en compagnie du Tanzanien Suleiman Nyambui, Yifter parvient à résister jusqu'au bout à son adversaire en l'emportant dans le temps de 13 min 20 s 91 contre 13 min 21 s 60 à Nyambui. Le Finlandais Kaarlo Maaninka se classe troisième en 13 min 22 s 0 en l'absence de son compatriote Lasse Virén, double champion olympique en titre, qui décide de ne s'aligner que dans l'épreuve du marathon. Le Kényan Henry Rono, détenteur du record du monde depuis 1978, ne participe pas à la compétition en raison du boycott du Kenya.
Lors des Jeux olympiques de 1984, à Los Angeles, et en l'absence pour blessure de l'Irlandais Eamonn Coghlan, champion du monde à Helsinki en 1983, la victoire revient au Marocain Saïd Aouita. Après un démarrage à deux tours de l'arrivée, il parvient à conserver son avance et s'impose dans le temps de 13 min 5 s 59 (nouveau record olympique) devant le Suisse Markus Ryffel (13 min 7 s 54) et le Portugais António Leitão (13 min 9 s 20). Le Britannique David Moorcroft, alors détenteur du record du monde, termine 14e et dernier de la course.

#### 1988-2004

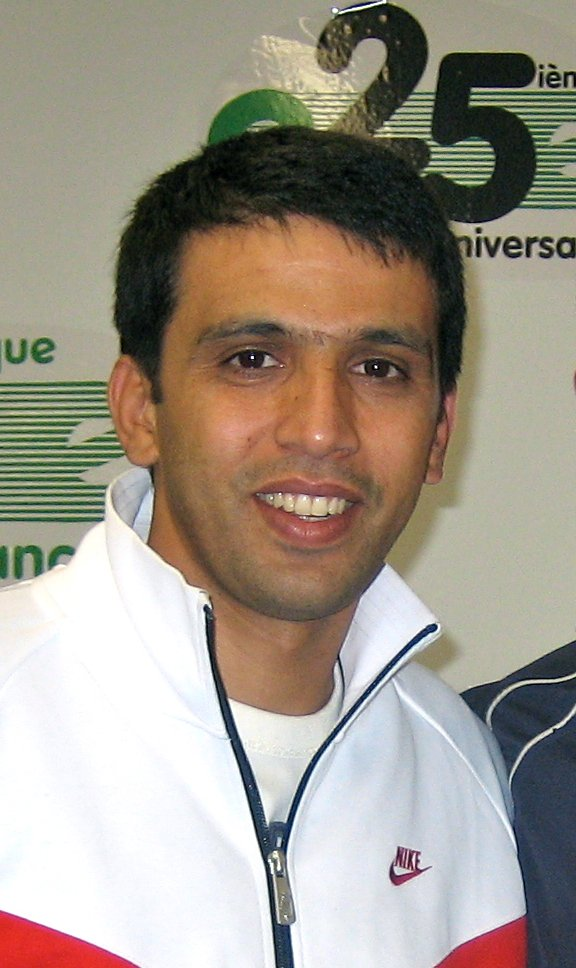
Hicham El Guerrouj, champion olympique en 2004.

Le tenant du titre Saïd Aouita, par ailleurs champion du monde en 1987 et premier athlète à être descendu sous les 13 minutes sur 5 000 m, ne peux défendre son titre lors des Jeux olympiques de 1988 à la suite d'une élongation au mollet survenu avant l'épreuve du 1 500 m. À Séoul, le Kényan John Ngugi, triple champion du monde de cross-country, prend rapidement seul la tête de la course et conserve son avantage jusqu'à l'arrivée en 13 min 11 s 70, terminant loin devant l'Allemand Dieter Baumann (13 min 15 s 52) et l'Est-allemand Hansjörg Kunze (13 min 15 s 73).
La finale des Jeux olympiques de 1992 à Barcelone est remportée par  Dieter Baumann, quatre ans après avoir obtenu la médaille d'argent sur cette même distance. L'Allemand s'impose au sprint en 13 min 12 s 52 et parvient à devancer tous les favoris de la course, dont le Kényan Paul Bitok, deuxième en 13 min 12 s 71 et l'Éthiopien Fita Bayisa, troisième en 13 min 3 s 03. Le Kényan Yobes Ondieki, champion du monde en 1991, se classe cinquième de l'épreuve.
Les Jeux olympiques de 1996 sont marqués par l'absence de trois grands favoris au titre : Ismael Kirui, champion du monde en 1993 et 1995, Daniel Komen, éliminé lors des sélections olympiques kényanes, et surtout l'Éthiopien Haile Gebrselassie, détenteur du record du monde qui a décidé de renoncer au 5 000 m après son titre obtenu sur 10 000 m. À Atlanta, la victoire revient au Burundais Vénuste Niyongabo en 13 min 7 s 96, devant Paul Bitok, qui obtient sa deuxième médaille d'argent consécutive en 13 min 8 s 16, et le Marocain Khalid Boulami, troisième en 13 min 8 s 37. Dieter Baumann, champion olympique en titre, termine au pied du podium (13 min 8 s 81).
L'Éthiopien Million Wolde remporte la finale des Jeux olympiques de 2000, à Sydney, après avoir surpris ses adversaires à 200 mètres de l'arrivée, s'imposant dans le temps de 13 min 35 s 49 au terme d'une course tactique. L'Algérien Ali Saïdi-Sief est médaillé d'argent en 13 min 36 s 20 et le Marocain Brahim Lahlafi médaillé de bronze en 13 min 36 s 47.
Lors des Jeux olympiques de 2004, la finale voit s'opposer l'Éthiopien Kenenisa Bekele, nouveau détenteur du nouveau record du monde du 5 000 m qui s'est imposé quelques jours plus tôt dans l'épreuve du 10 000 m, le Marocain Hicham El Guerrouj, qui détient de nombreux records du monde dans les courses de demi-fond et qui tente le doublé après son succès obtenu quelques jours plus tôt sur 1 500 m, et enfin le Kényan Eliud Kipchoge, champion du monde en 2003. À l’entame du dernier tour, Kipchoge lance de loin le sprint final, avant de se faire rejoindre par Bekele à 200 m de la ligne. El Guerrouj, en embuscade, parvient à dépasser tous ses adversaires à 50 m de l’arrivée pour l’emporter en 13 min 14 s 39, devant Bekele, 13 min 14 s 59, et Kipchoge, 13 h 15 min 10 s, et ce après avoir bouclé son dernier tour de piste en 52 secondes.

#### Depuis 2008

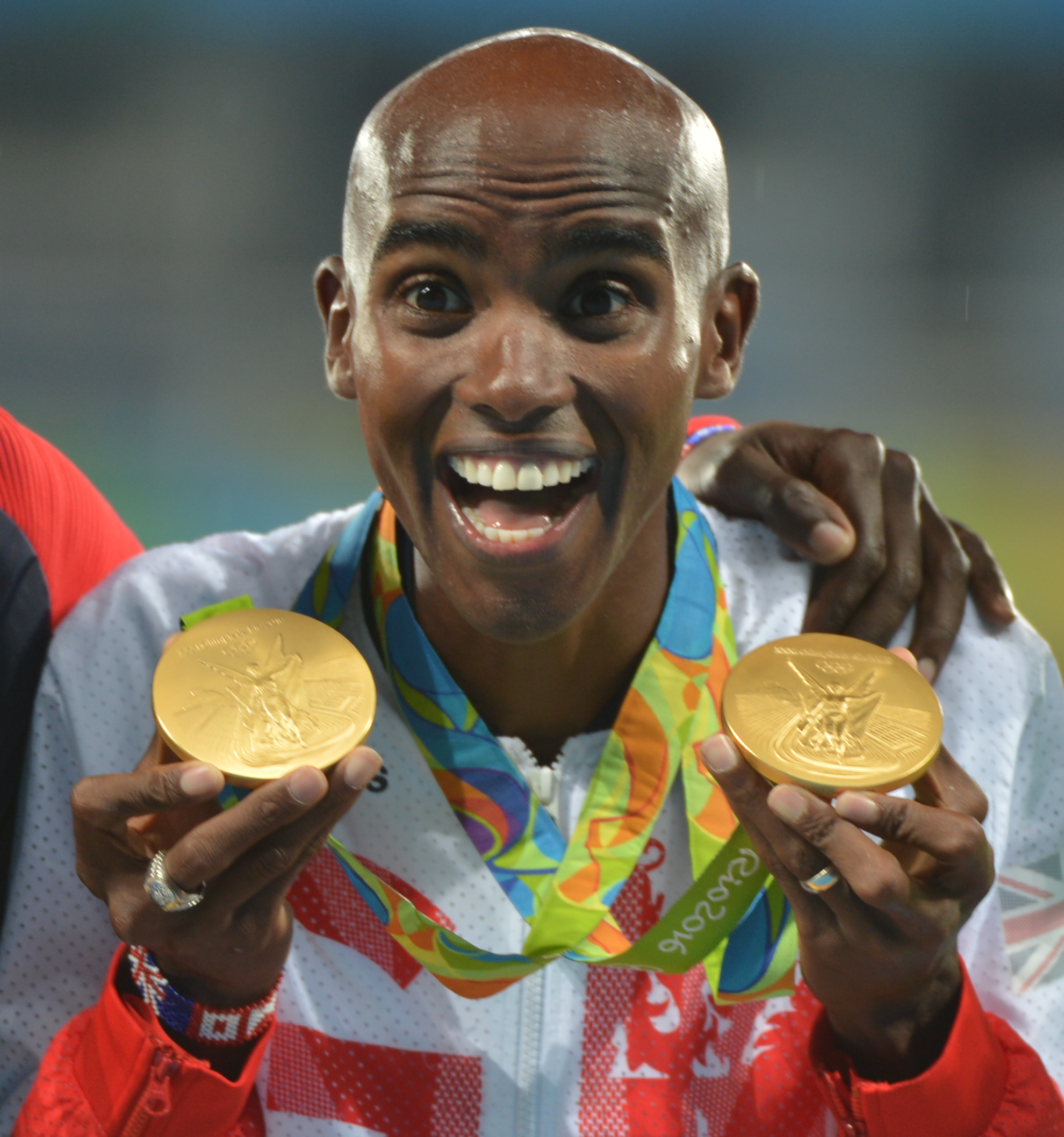
Mohamed Farah, champion olympique du 5000 m en 2012 et 2016.

Titré quelques jours plus tôt sur 10 000 m, Kenenisa Bekele remporte le 5 000 m des Jeux olympiques de 2008, à Pékin. Lancé par son jeune frère Tariku, il accélère peu avant le dernier tour et franchit seul la ligne d'arrivée en 12 min 57 s 82, améliorant de près de huit secondes le record olympique de Saïd Aouita établi en 1984, et réalisant la meilleure performance mondiale de l'année. Il devance Eliud Kipchoge, médaillé d'argent en 13 min 2 s 80, et l'autre kényan Edwin Soi, médaillé de bronze en 13 min 2 s 80. L'Américain Bernard Lagat, champion du monde en 2007, se classe 9e de la course.
Lors des Jeux olympiques de 2012, à Londres, le Britannique Mohamed Farah, champion du monde l'année passée à Daegu, s'adjuge le titre olympique du 5 000 m après s'être imposé quelques jours plus tôt sur 10 000 m. Menée dans un rythme lent, la course s'embale dans le dernier tour lorsque Mo Farah porte une attaque à 200 m de l'arrivée et s'impose au sprint dans le temps de 13 min 41 s 66, devant l'Éthiopien Dejen Gebremeskel (13 min 41 s 98) et le Kényan Thomas Longosiwa (13 min 42 s 36), Bernard Lagat échouant au pied du podium.
Aux Jeux olympiques de 2016, à Rio de Janeiro, Mohamed Farah devient le second athlète de l'histoire après Lasse Virén à remporter un deuxième titre olympique sur 5 000 m. Grand favori de l'épreuve après ses nouveaux titres de champion du monde obtenus sur la distance en 2013 et 2015, et un nouveau titre olympique sur 10 000 m remporté une semaine plus tôt, il parvient à décrocher ses adversaires à 300 m de l'arrivée en réalisant un dernier tour de piste en 52 s 23, et s'imposer dans le temps de 13 min 3 s 30, devant l'Américain Paul Chelimo (13 min 3 s 90) et l'Éthiopien Hagos Gebrhiwet (13 min 4 s 35).
L'Ougandais Joshua Cheptegei est le favori des Jeux olympiques de 2020 à Tokyo, après avoir notamment battu les records du monde du 5 000 m et du 5 km sur route au cours de la saison 2020. Médaillé d'argent sur 10 000 m quelques jours plus tôt, porte une accélération à un tout de l'arrivée et conclut la course en 12 min 58 s 15, devançant sur le podium le Canadien Mohammed Ahmed (12 min 58 s 61) et  l'Américain Paul Chelimo (12 min 59 s 05) qui décroche sa deuxième médaille consécutive après l'argent de Rio. Le double tenant du titre Mohamed Farah n'a pas réussi à se qualifier pour ces Jeux.

### Palmarès
| Édition | Or                                      | Argent                                 | Bronze                                       |
| ------- | --------------------------------------- | -------------------------------------- | -------------------------------------------- |
| 1912    | Hannes Kolehmainen (FIN) 14 min 36 s 6  | Jean Bouin (FRA) 14 min 36 s 7         | George Hutson (GBR) 15 min 07 s 6            |
| 1920    | Joseph Guillemot (FRA) 14 min 55 s 6    | Paavo Nurmi (FIN) 15 min 00 s 0        | Eric Backman (SWE) 15 min 13 s 0             |
| 1924    | Paavo Nurmi (FIN) 14 min 31 s 2         | Ville Ritola (FIN) 14 min 31 s 4       | Edvin Wide (SWE) 15 min 01 s 8               |
| 1928    | Ville Ritola (FIN) 14 min 38 s 0        | Paavo Nurmi (FIN) 14 min 40 s 0        | Edvin Wide (SWE) 14 min 41 s 2               |
| 1932    | Lauri Lehtinen (FIN) 14 min 30 s 0      | Ralph Hill (USA) 14 min 30 s 0         | Lauri Virtanen (FIN) 14 min 44 s 0           |
| 1936    | Gunnar Höckert (FIN) 14 min 22 s 2      | Lauri Lehtinen (FIN) 14 min 25 s 8     | Henry Jonsson (SWE) 14 min 29 s 0            |
| 1948    | Gaston Reiff (BEL) 14 min 17 s 6        | Emil Zátopek (TCH) 14 min 17 s 8       | Willem Slijkhuis (NED) 14 min 26 s 8         |
| 1952    | Emil Zátopek (TCH) 14 min 06 s 6        | Alain Mimoun (FRA) 14 min 07 s 4       | Herbert Schade (GER) 14 min 08 s 6           |
| 1956    | Vladimir Kuts (URS) 13 min 39 s 6       | Gordon Pirie (GBR) 13 min 50 s 6       | Derek Ibbotson (GBR) 13 min 54 s 4           |
| 1960    | Murray Halberg (NZL) 13 min 43 s 4      | Hans Grodotzki (GER) 13 min 44 s 6     | Kazimierz Zimny (POL) 13 min 44 s 8          |
| 1964    | Robert Schul (USA) 13 min 48 s 8        | Harald Norpoth (GER) 13 min 49 s 6     | William Dellinger (USA) 13 min 49 s 8        |
| 1968    | Mohammed Gammoudi (TUN) 14 min 05 s 0   | Kipchoge Keino (KEN) 14 min 05 s 2     | Naftali Temu (KEN) 14 min 06 s 4             |
| 1972    | Lasse Virén (FIN) 13 min 26 s 4         | Mohammed Gammoudi (TUN) 13 min 27 s 4  | Ian Stewart (GBR) 13 min 27 s 6              |
| 1976    | Lasse Virén (FIN) 13 min 24 s 76        | Dick Quax (NZL) 13 min 25 s 16         | Klaus-Peter Hildenbrand (FRG) 13 min 25 s 38 |
| 1980    | Miruts Yifter (ETH) 13 min 20 s 91      | Suleiman Nyambui (TAN) 13 min 21 s 60  | Kaarlo Maaninka (FIN) 13 min 22 s 00         |
| 1984    | Saïd Aouita (MAR) 13 min 05 s 59        | Markus Ryffel (SUI) 13 min 07 s 54     | António Leitão (POR) 13 min 09 s 20          |
| 1988    | John Ngugi (KEN) 13 min 11 s 70         | Dieter Baumann (FRG) 13 min 15 s 52    | Hansjörg Kunze (GDR) 13 min 15 s 73          |
| 1992    | Dieter Baumann (GER) 13 min 12 s 52     | Paul Bitok (KEN) 13 min 12 s 71        | Fita Bayisa (ETH) 13 min 13 s 03             |
| 1996    | Vénuste Niyongabo (BDI) 13 min 07 s 96  | Paul Bitok (KEN) 13 min 08 s 16        | Khalid Boulami (MAR) 13 min 08 s 37          |
| 2000    | Million Wolde (ETH) 13 min 35 s 49      | Ali Saïdi-Sief (ALG) 13 min 36 s 20    | Brahim Lahlafi (MAR) 13 min 36 s 47          |
| 2004    | Hicham El Guerrouj (MAR) 13 min 14 s 39 | Kenenisa Bekele (ETH) 13 min 14 s 59   | Eliud Kipchoge (KEN) 13 min 15 s 10          |
| 2008    | Kenenisa Bekele (ETH) 12 min 57 s 82    | Eliud Kipchoge (KEN) 13 min 02 s 80    | Edwin Soi (KEN) 13 min 06 s 22               |
| 2012    | Mohamed Farah (GBR) 13 min 41 s 66      | Dejen Gebremeskel (ETH) 13 min 41 s 98 | Thomas Longosiwa (KEN) 13 min 42 s 36        |
| 2016    | Mohamed Farah (GBR) 13 min 03 s 30      | Paul Chelimo (USA) 13 min 03 s 90      | Hagos Gebrhiwet (ETH) 13 min 04 s 35         |
| 2020    | Joshua Cheptegei (UGA) 12 min 58 s 15   | Mohammed Ahmed (CAN) 12 min 58 s 61    | Paul Chelimo (USA) 12 min 59 s 05            |
| 2024    | Jakob Ingebrigtsen (NOR) 13 min 13 s 66 | Ronald Kwemoi (KEN) 13 min 15 s 04     | Grant Fisher (USA) 13 min 15 s 13            |

### Multiples médaillés
| Rang | Athlète           | Pays            | Période   | Or | Argent | Bronze | Total |
| ---- | ----------------- | --------------- | --------- | -- | ------ | ------ | ----- |
| 1    | Lasse Virén       | Finlande        | 1972–1976 | 2  | 0      | 0      | 2     |
| 1    | Mohamed Farah     | Grande-Bretagne | 2012–2016 | 2  | 0      | 0      | 2     |
| 3    | Paavo Nurmi       | Finlande        | 1920–1928 | 1  | 2      | 0      | 3     |
| 4    | Ville Ritola      | Finlande        | 1924–1928 | 1  | 1      | 0      | 2     |
| 4    | Lauri Lehtinen    | Finlande        | 1932–1936 | 1  | 1      | 0      | 2     |
| 4    | Emil Zátopek      | Tchécoslovaquie | 1948–1952 | 1  | 1      | 0      | 2     |
| 4    | Mohammed Gammoudi | Tunisie         | 1968–1972 | 1  | 1      | 0      | 2     |
| 8    | Dieter Baumann    | Allemagne       | 1988–1992 | 1  | 1      | 0      | 2     |
| 8    | Kenenisa Bekele   | Éthiopie        | 2004–2008 | 1  | 1      | 0      | 2     |
| 10   | Paul Bitok        | Kenya           | 1992–1996 | 0  | 2      | 0      | 2     |
| 11   | Eliud Kipchoge    | Kenya           | 2004–2008 | 0  | 1      | 1      | 2     |
| 11   | Paul Chelimo      | États-Unis      | 2016–2020 | 0  | 1      | 1      | 2     |
| 13   | Edvin Wide        | Suède           | 1924–1928 | 0  | 0      | 2      | 2     |

### Record olympique

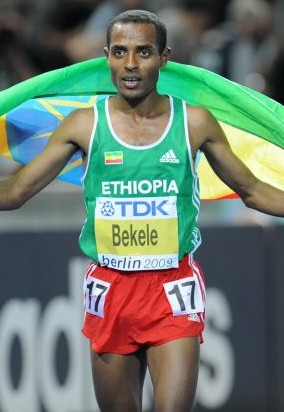
Kenenisa Bekele détient depuis 2008 le record olympique du 5000 m.

| Temps          | Athlète            | Lieu        | Date              | Record |
| -------------- | ------------------ | ----------- | ----------------- | ------ |
| 15 min 20 s 0  | Charles Bennett    | Paris       | 16 juillet 1900   |        |
| 15 min 5 s 0   | Jean Bouin         | Stockholm   | 9 juillet 1912    |        |
| 14 min 36 s 6  | Hannes Kolehmainen | Stockholm   | 10 juillet 1912   | WR     |
| 14 min 31 s 2  | Paavo Nurmi        | Paris       | 10 juillet 1924   |        |
| 14 min 30 s 0  | Lauri Lehtinen     | Los Angeles | 5 août 1932       |        |
| 14 min 30 s 0  | Ralph Hill         | Los Angeles | 5 août 1932       |        |
| 14 min 22 s 2  | Gunnar Höckert     | Berlin      | 7 août 1936       |        |
| 14 min 17 s 6  | Gaston Reiff       | Londres     | 2 août 1948       |        |
| 14 min 15 s 4  | Herbert Schade     | Helsinki    | 22 juillet 1952   |        |
| 14 min 6 s 6   | Emil Zátopek       | Helsinki    | 24 juillet 1952   |        |
| 13 min 39 s 6  | Vladimir Kuts      | Melbourne   | 28 novembre 1956  |        |
| 13 min 31 s 8  | Emiel Puttemans    | Munich      | 7 septembre 1972  |        |
| 13 min 26 s 4  | Lasse Virén        | Munich      | 10 septembre 1972 |        |
| 13 min 20 s 34 | Brendan Foster     | Montréal    | 28 juillet 1976   |        |
| 13 min 5 s 59  | Saïd Aouita        | Los Angeles | 11 août 1984      |        |
| 12 min 57 s 82 | Kenenisa Bekele    | Pékin       | 23 août 2008      |        |

## Femmes

### Historique

#### 1996-2004

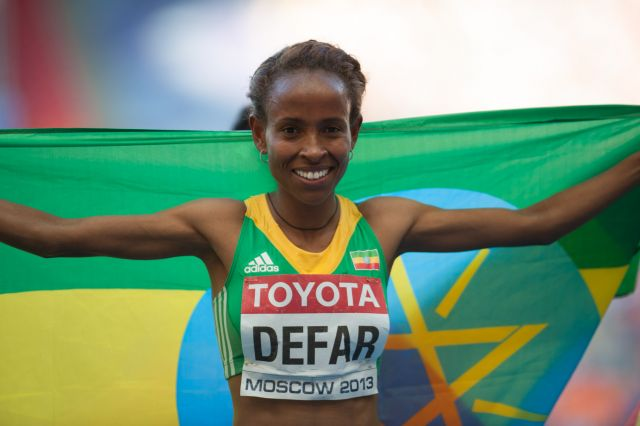
Meseret Defar, championne olympique en 2004 et 2012, et vice-championne olympique en 2008.

Le 5 000 mètres féminin fait sa première apparition olympique à l'occasion des Jeux olympiques de 1996, à Atlanta, prenant la suite du 3 000 m disputé à trois reprises entre 1984 et 1992. Le 5 000 m féminin a été disputé pour la première fois lors d'un grand championnat inter-continental l'année précédente, aux championnats du monde d'athlétisme 1995.
La finale des Jeux olympiques de 1996 est remportée par la Chinoise Wang Junxia dans le temps de 14 min 59 s 99, devant la Kényane Pauline Konga (15 min 3 s 49) et l'Italienne Roberta Brunet (15 min 7 s 52). L'Irlandaise Sonia O'Sullivan, championne du monde en titre, est contrainte à l'abandon en raison de la chaleur.
La Roumaine Gabriela Szabó figure parmi les favorites du 5 000 m des Jeux olympiques de 2000, après avoir notamment remporté deux titres consécutifs de championne du monde en 1997 et 1999, et dominé la majeure partie des meetings estivaux grâce notamment à sa pointe de vitesse finale. À Sydney, Szabó est au coude-à-coude avec Sonia O'Sullivan à 600 m de l'arrivée, mais elle parvient à faire la différence dans les derniers mètres de la course en s'imposant dans le temps de 14 min 40 s 79 (nouveau record olympique), devant O'Sullivan, médaillée d'argent en 14 min 41 s 02 (record d'Irlande) et l'Éthiopienne Gete Wami, médaillée de bronze en 14 min 42 s 23.
En finale des Jeux olympiques de 2004, à Athènes, la course part sur un rythme très lent (1 min 20 s chronométré lors du premier tour) puis s’accélère après 2 000 m par le biais de la Turque Elvan Abeylegesse, nouvelle détentrice du record du monde. La Kényane Isabella Ochichi et l'Éthiopienne Meseret Defar s'emparent ensuite de la tête de la course, et Defar fait la différence lors du dernier virage en franchisasnt seule la ligne d'arrivée en 14 min 45 s 65. Elle devance de plus de deux secondes Isabella Ochichi (14 min 48 s 19) et de près de six secondes sa compatriote et championne du monde en titre Tirunesh Dibaba (14 min 51 s 83).

#### Depuis 2008

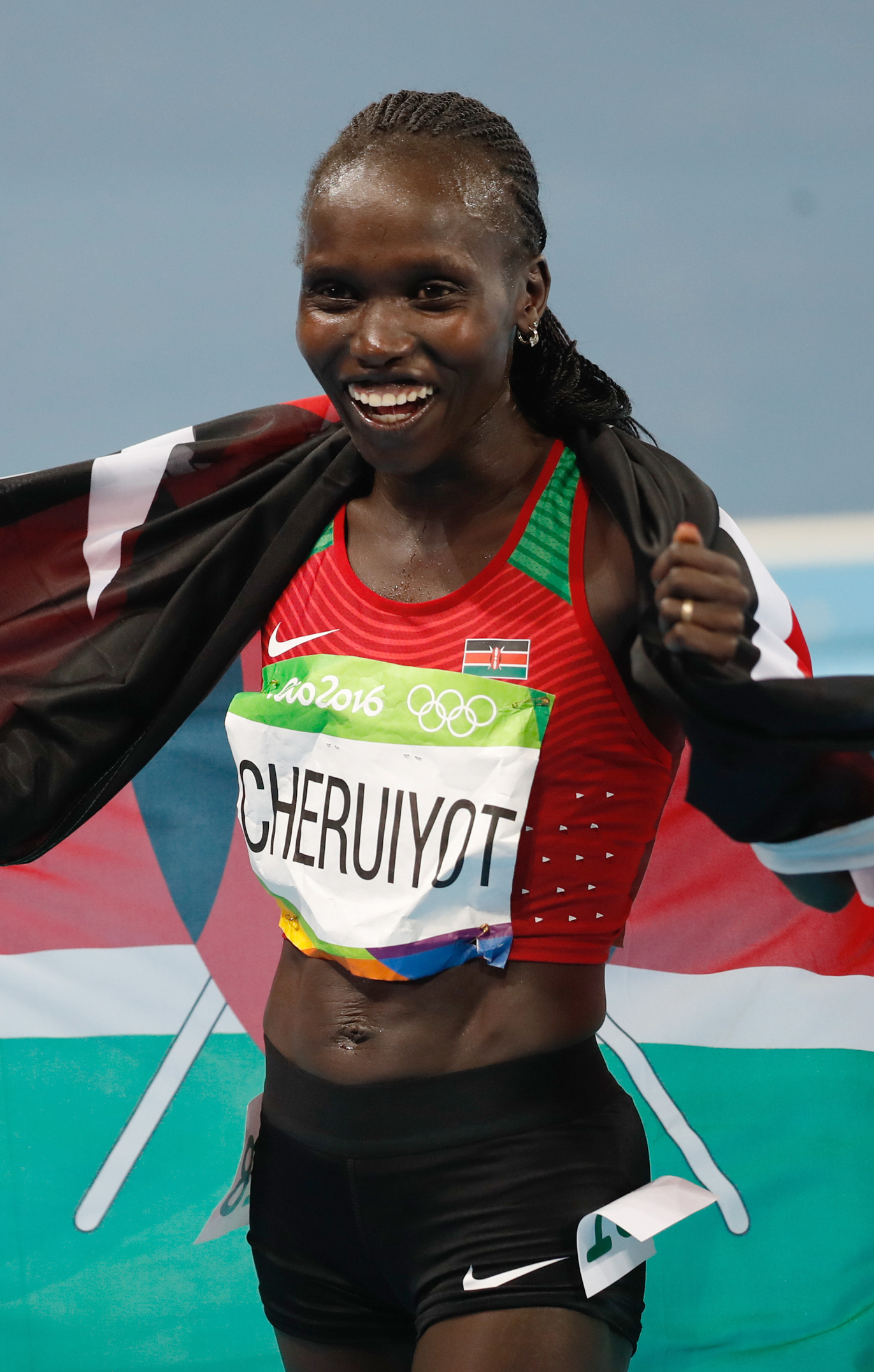
Vivian Cheruiyot, championne olympique en 2016, vice-championne olympique en 2012 et détentrice du record olympique.

Meseret Defar figure parmi les favorites du 5 000 m des Jeux olympiques de 2008 après son titre mondial remporté sur la distance l'année passée, et ses records du monde améliorés en 2006 et 2007. À Pékin, sous une forte chaleur, c'est sa compatriote Tirunesh Dibaba, titrée quelques jours plus tôt sur 10 000 m, et détentrice du record du monde depuis juin 2008, qui prend les devants à un tour de l'arrivée et s'impose dans le temps de 15 min 41 s 40, devant Elvan Abeylegesse (15 min 42 s 74), Meseret Defar prenant la troisième place en 15 min 44 s 12. Mais en 2017, Elvan Abeylegesse est convaincue de dopage dans le cadre du réexamen des échantillons des championnats du monde 2005, ses résultats obtenus entre 2007 et 2009 sont annulés, y compris ceux des Jeux de Pékin. En conséquence, l'IAAF réattribue la médaille d'argent à Meseret Defar et la médaille de bronze à la Kényane Sylvia Kibet.
En finale des Jeux olympiques de 2012, à Londres, Meseret Defar devient la première athlète féminine à remporter un deuxième titre sur 5 000 m, huit ans après sa première couronne obtenue à Athènes. À la lutte avec trois autres athlètes, dont la tenante du titre Tirunesh Dibaba et la Kényane Vivian Cheruiyot, championne du monde en 2009 et 2011, Meseret Defar parvient à contenir toutes ses adversaires et s'imposer dans le temps de 15 min 4 s 25, devançant d'une demi-seconde Cheruiyot (15 min 4 s 73), et de plus d'une seconde Dibaba (15 min 5 s 15).
Lors des Jeux olympiques de 2016, à Rio de Janeiro, l'Éthiopienne Almaz Ayana figure parmi les favorites au titre olympique, une semaine après avoir remporté l'épreuve du 10 000 m en réalisant un nouveau record du monde. Après avoir pris très tôt le commandement de la course, elle est finalement rejointe puis dépassée aux 4 000 m par Vivian Cheruiyot et l'autre kényane Hellen Obiri. La victoire revient finalement à Vivian Cheruiyot qui établit à cette occasion un nouveau record olympique en 14 min 26 s 17. Hellen Obiri est médaillé d'argent en 15 min 5 s 15 et Almaz Ayana médaillée de bronze en 14 min 33 s 59.
La Néerlandaise Sifan Hassan remporte en 2021 le 5 000 mètres des Jeux olympiques de Tokyo après avoir fait la différence dans le dernier tour. Elle l'emporte en 14 min 36 s 79 et devance sur le podium Hellen Obiri, deuxième en 14 min 38 s 36 et l'Éthiopienne Gudaf Tsegay, troisième en 14 min 38 s 87. Quelques jours plus tard, Sifan Hassan s'impose également sur 10 000 m. L'Éthiopienne Letesenbet Gidey, détentrice du record du monde du 5 000 m, ne participe pas à l'épreuve pour se concentrer sur le 10 000 m.

### Palmarès
| Édition | Or                                    | Argent                                | Bronze                               |
| ------- | ------------------------------------- | ------------------------------------- | ------------------------------------ |
| 1996    | Wang Junxia (CHN) 14 min 59 s 88      | Pauline Konga (KEN) 15 min 03 s 49    | Roberta Brunet (ITA) 15 min 07 s 52  |
| 2000    | Gabriela Szabó (ROU) 14 min 40 s 79   | Sonia O'Sullivan (IRL) 14 min 41 s 02 | Gete Wami (ETH) 14 min 42 s 23       |
| 2004    | Meseret Defar (ETH) 14 min 45 s 65    | Isabella Ochichi (KEN) 14 min 48 s 19 | Tirunesh Dibaba (ETH) 14 min 51 s 83 |
| 2008    | Tirunesh Dibaba (ETH) 15 min 41 s 40  | Meseret Defar (ETH) 15 min 44 s 12    | Sylvia Kibet (KEN) 15 min 44 s 96    |
| 2012    | Meseret Defar (ETH) 15 min 04 s 25    | Vivian Cheruiyot (KEN) 15 min 04 s 73 | Tirunesh Dibaba (ETH) 15 min 05 s 15 |
| 2016    | Vivian Cheruiyot (KEN) 14 min 26 s 17 | Hellen Obiri (KEN) 14 min 29 s 77     | Almaz Ayana (ETH) 14 min 33 s 59     |
| 2020    | Sifan Hassan (NED) 14 min 36 s 79     | Hellen Obiri (KEN) 14 min 38 s 36     | Gudaf Tsegay (ETH) 14 min 38 s 87    |
| 2024    | Beatrice Chebet (KEN) 14 min 28 s 56  | Faith Kipyegon (KEN) 14 min 29 s 60   | Sifan Hassan (NED) 14 min 30 s 61    |

### Multiples médaillées
| Rang | Athlète          | Pays     | Période   | Or | Argent | Bronze | Total |
| ---- | ---------------- | -------- | --------- | -- | ------ | ------ | ----- |
| 1    | Meseret Defar    | Éthiopie | 2004–2012 | 2  | 1      | 0      | 3     |
| 2    | Tirunesh Dibaba  | Éthiopie | 2004–2012 | 1  | 0      | 2      | 3     |
| 3    | Vivian Cheruiyot | Kenya    | 2012–2016 | 1  | 1      | 0      | 2     |
| 4    | Sifan Hassan     | Pays-Bas | 2021-2024 | 1  | 0      | 1      | 2     |
| 5    | Hellen Obiri     | Kenya    | 2016-2021 | 0  | 2      | 0      | 2     |

### Record olympique
| Temps          | Athlète          | Lieu           | Date              |
| -------------- | ---------------- | -------------- | ----------------- |
| 15 min 15 s 80 | Sonia O'Sullivan | Atlanta        | 26 juillet 1996   |
| 15 min 7 s 01  | Pauline Konga    | Atlanta        | 26 juillet 1996   |
| 14 min 59 s 88 | Wang Junxia      | Atlanta        | 28 juillet 1996   |
| 14 min 40 s 79 | Gabriela Szabó   | Sydney         | 25 septembre 2000 |
| 14 min 26 s 17 | Vivian Cheruiyot | Rio de Janeiro | 19 août 2016      |